# مستشفى الأمير الحسين بن عبد الله الثاني
مستشفى الأمير الحسين بن عبد الله الثاني مستشفى حكومي أردني يقع في لواء عين الباشا في محافظة البلقاء، بدأ إنشاء المستشفى بتوجيه من الملك عبد الله الثاني بن الحسين، ليخدم ما يقارب 300 ألف مواطن يسكنون في عين الباشا و‌مخيم البقعة و‌صويلح ومناطق محافظة البلقاء المجاورة؛ حيث بوشر ببنائه في نيسان عام 2008 وبدأ باستقبال المراجعين في الثاني من سبتمبر عام 2010. وتم افتتاحه بحضور الملك عبد الله الثاني والملكة رانيا في 14 سبتمبر 2010.
يعد المستشفى مسانداً لمستشفى السلط الحكومي لتخفيف الضغط عنه والتسهيل على المواطنين لقرب الخدمات من مكان سكنهم. تبلغ مساحته الإجمالية حوالي 1200 متراً مربعاً، وهو مقام على مساحة 30 دونماً. بلغت تكاليف إنشاءه حوالي 18 مليون دينار وذلك بموجب اتفاقية بين الأردن والصين.
يتسع المستشفى ل 130 سريراً وهو قابل للتوسعة لطابقين إضافيين ويتكون من 
ثلاثة طوابق وتسوية ومبان للخدمات؛ 
طابق تحت الأرضي: الطوارئ والتعقيم والطب الشرعي والمشاغل والمطابخ
الطابق الأرضي: العيادات والإدارة وقسم الكلى 
وقسم الأشعة
الطابق الأول:قسمي النسائية والتوليد والأطفال والخداج
الطابق الثاني:أقسام الباطنية والجراحة وغرف العمليات .